# The Lackey and the Lady
The Lackey and the Lady é um filme mudo britânico de 1919, do gênero drama, dirigido por Thomas Bentley e estrelado por Leslie Howard, A. E. Matthews e Roy Travers. Foi baseado em um romance de Tom Gallon.

## Elenco
- Leslie Howard ... Tony Dunciman
- A. E. Matthews
- Roy Travers
- Alban Atwood ... Mr. Dunciman
- F. Pope-Stamper ... Garrett Woodruffe
- Odette Goimbault
- Violet Graham
- Adelaide Grace
- Jeff Barlow
- Gladys Foyle
- Athol Ford